# 신현고등학교
신현고등학교(新峴高等學校)는 대한민국 서울특별시 중랑구 상봉동에 있는 공립 고등학교이다.

## 학교 연혁
- 2003년 12월 30일 : 신현고등학교 설립인가 (13학급)
- 2004년 3월 1일 : 김정호 초대 교장 취임
- 2004년 3월 2일 : 제1회 입학식 (13학급)
- 2007년 2월 8일 : 제1회 졸업식 (졸업생 428명)
- 2019년 9월 1일 : 제6대 오성근 교장 취임
- 2022년 2월 9일 : 제16회 졸업식 (졸업생 196명, 누계 5,198명)
- 2022년 3월 2일 : 제19회 입학식 (신입생 211명)

## 참고 자료
- 신현고등학교 - 한국교육학술정보원 학교알리미